# Pleurothallis arachnopsis
Pleurothallis arachnopsis är en orkidéart som beskrevs av Henry Gordon Jones. Pleurothallis arachnopsis ingår i släktet Pleurothallis och familjen orkidéer.
Artens utbredningsområde är Guyana. Inga underarter finns listade i Catalogue of Life.